# Polygenis rozeboomi
Polygenis rozeboomi är en loppart som beskrevs av Vargas 1952. Polygenis rozeboomi ingår i släktet Polygenis och familjen Rhopalopsyllidae. Inga underarter finns listade i Catalogue of Life.